# ホテル金水苑
ホテル金水苑（ホテルきんすいえん）は、大分県佐伯市にあるホテル。ヤクシングループの株式会社ヤクシンエステートが運営する。佐伯市では最大の規模を持つ老舗ホテル。

## 概要
佐伯駅から徒歩3分の駅前に位置する1966年創業の老舗のホテル。
。宿泊施設（客室 116室）、宴会場、会議室、日本料理、ロビーラウンジ、結婚式場、チャペル、写真スタジオ、茶室、衣装室、ブライダルサロン等がある。

## 沿革
- 1966年（昭和41年）10月 - 株式会社ホテル金水苑[8]が大分県佐伯市の佐伯駅前に旅館開業。
- 1979年（昭和54年）11月 - ホテル本館を新築（鉄筋コンクリート造り地上5階）。
- 1990年（平成2年）2月 - ホテル本館増築。
- 1994年（平成6年）6月 - ホテル新館を新築開業（鉄筋コンクリート造り地上7階、客室100室）。9月 - ホテル本館増築。
- 2018年（平成30年）8月 - ヤクシングループの子会社に事業譲渡[6][9]。
- 2018年（平成30年）10月 - ホテル新館リニューアルオープン。旧運営会社の株式会社ホテル金水苑は株式会社湊商事へ商号変更（湊商事は2019年2月に特別清算開始決定、2019年5月末に法人格消滅）[10][11]。
- 2018年（平成30年）11月 - アパパートナーホテルズに加盟[5]。

## 施設概要

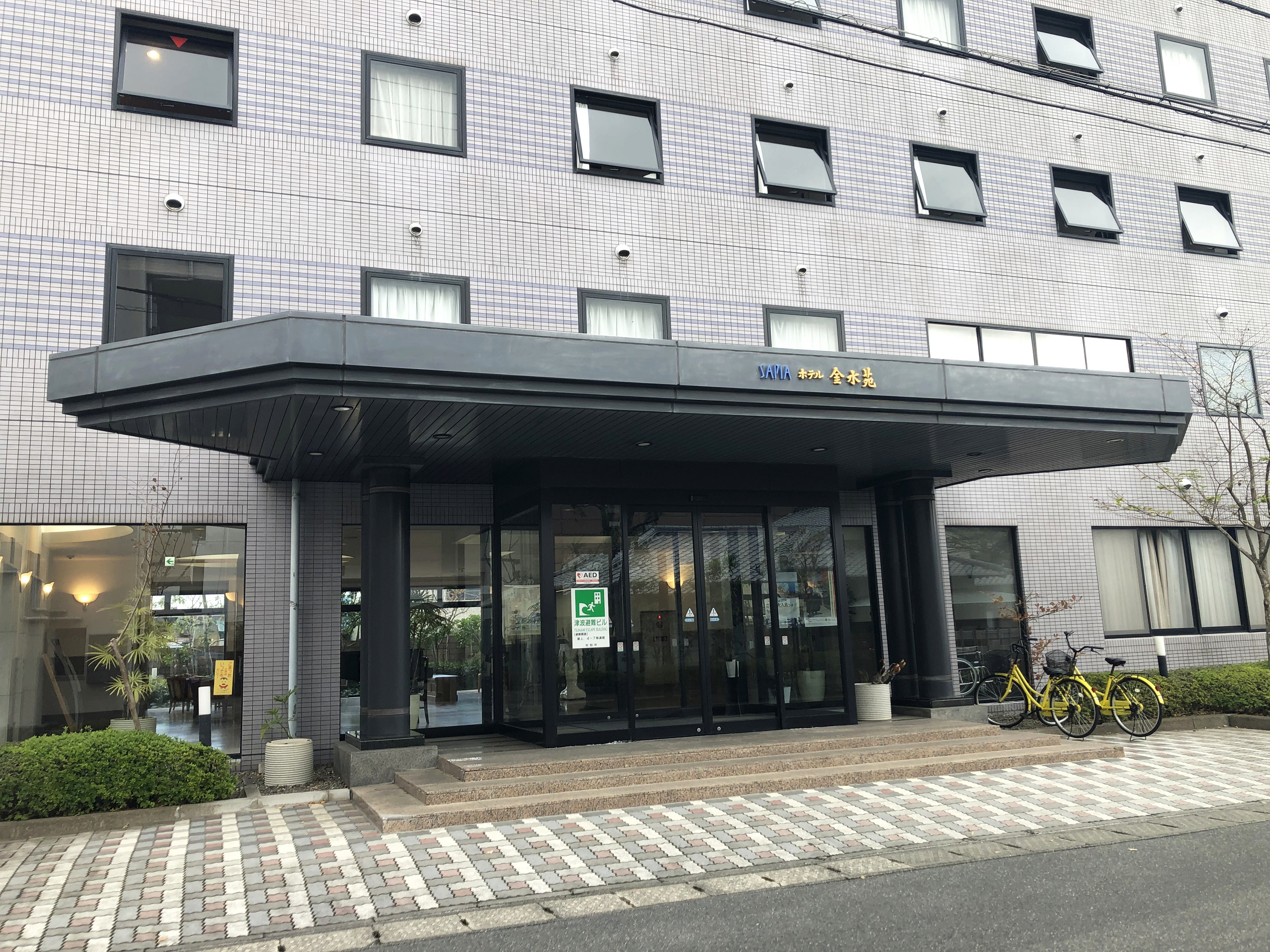
ホテル金水苑 新館

- 本館（地上5階）[6]
  - 敷地面積 - 2,780.800m2[要出典]
  - 建築面積 - 5,213.880m2[要出典]
  - 客室 - 16室
    - シングル - 12室[要出典]
    - 和室 - 4室[要出典]

  - 主要施設
    - 宴会場 - 3室[要出典]
    - 会議室 - 3室[要出典]
- 新館（地上7階）[6]
  - 敷地面積 - 3,159.960m2[要出典]
  - 建築面積 - 2,896.190m2[要出典]
  - 客室 - 100室
    - シングル - 84室[要出典]
    - ダブル - 5室[要出典]
    - ツイン - 6室[要出典]
    - 和室 - 5室[要出典]

  - 主要施設
    - 宴会場 - 1室[要出典]
- 駐車場 - 80台
  - 充電スタンド - 2台

## 館内施設
- 日本料理「番匠亭」
- レストラン「マリアンジュ」
- 宴会場「挙式・披露宴会場」

## アクセス
- 鉄道 - JR九州佐伯駅から徒歩3分[4]
- 自動車 - 大分自動車道佐伯ICから約15分[4]